# Des anges mineurs
Des anges mineurs  : narrats est un roman d'Antoine Volodine publié le 14 août 1999 aux éditions du Seuil et ayant obtenu le prix du Livre Inter l'année suivante.

## Prix et distinctions
- Prix Wepler 1999
- Prix du Livre Inter 2000

## Éditions
- Des anges mineurs, éditions du Seuil, 1999  (ISBN 2-02-037478-1).